# Милтон, Шейк
Малик Бенджамин «Шейк» Милтон (англ. Malik Benjamin "Shake" Milton; род. 26 сентября 1996, Роджерс, Оклахома) — американский профессиональный баскетболист, выступающий за клуб «Партизан». Играет на позиции атакующего защитника и разыгрывающего защитник. Был выбран на драфте НБА 2018 года под 54-м номером.

## Профессиональная карьера

### Филадельфия Севенти Сиксерс (2018—2023)
Милтон был выбран на драфте НБА 2018 года клубом «Даллас Маверикс». Сразу же после он был обменян в клуб «Филадельфия Севенти Сиксерс» на 56-й пик (Рэй Сполдинг) и 60-й пик (Костас Адетокунбо). 26 июля 2018 гоа Милтон подписал двухсторонний контракт с «Филадельфией» и их фарм-клубом в Джи-Лиге «Делавэр Блю Коатс». 30 ноября 2018 года Милтон дебютировал в НБА в матче против «Вашингтон Уизардс», набрав 5 очков и 2 результативные передачи. Милтон набрал рекордные в карьере 13 очков, играя против «Орландо Мэджик» 25 марта 2019 года. В Джи-Лиге Милтон набирал в среднем 24,9 очков за игру (4-й результат в лиге).
Перед стартом сезона 2019/2020 Милтон подписал четырёхлетний контракт с «Севенти Сиксерс». 25 января 2020 года Милтон дебютировал в стартовом составе в победном матче против «Лос-Анджелес Лейкерс», набрав 7 очков, 3 передачи и рекордные для себя 9 подборов. 30 января 2020 года, в своём третьем матче в стартовом составе, Милтон установил личный рекорд результативности (27 очков). 1 марта 2020 года Милтон обновил свой рекорд по набранным очкам, записав в свой актив 39 баллов в проигранном матче против «Лос-Анджелес Клипперс» и установил рекорд НБА по количеству точных подряд трехочковых бросков (13) за три игры. В том сезоне Милтон начал 24 игры за «Сиксерс», установив карьерные максимумы в различных статистических категориях.

### Миннесота Тимбервулвз (2023—2024)
9 июля 2023 года присоединился к клубу «Миннесота Тимбервулвз». 8 декабря 2023 года Милтон набрал 17 очков, сделал 1 передачу и 2 подбора в матче против «Мемфис Гриззлис» (127:103).

### Детройт Пистонс (2024)
7 февраля 2024 года Милтон был обменян вместе с Троем Брауном (младшим) и пиком второго раунда 2030 года на Монте Морриса.14 февраля 2024 года Милтон набрал 13 очков, сделал 2 передачи и 9 подборов в матче против «Финикс Санз» в поражении со счетом 100:116. 1 марта 2024 года Милтон согласился на выкуп контракта.

### Нью-Йорк Никс (2024)
5 марта 2024 года Милтон подписал контракт с «Нью-Йорк Никс».

### Бруклин Нетс (2024)
6 июля 2024 года Милтон был обменян в формате «сайн-энд-трейд» в «Бруклин Нетс» вместе с Бояном Богдановичем, Мамади Диаките, четырьмя незащищенными пиками первого раунда, одним защищенным пиком первого раунда, правом обмена пиками первого и второго раунда на Микала Бриджеса, Кейту Бейтс-Диопа и один пик второго раунда. 29 ноября 2024 года Милтон набрал 22 очка, два подбора, четыре передачи и один перехват в матче против «Орландо Мэджик» (123:100). 26 декабря 2024 года Милтон набрал 20 очков - 14 из них всего за пять минут - два подбора и один перехват в матче против «Милуоки Бакс» (111:105). На следующий день, 27 декабря 2024 года, Милтон впервые вышел в стартовой пятерке в сезоне и единственный раз в старте в составе «Нетс» и оформил дабл-дабл из 16 очков, 10 передач, трех подборов и одного перехвата во время поражения со счетом 87-96 от «Сан-Антонио Сперс», которое стало его последней игрой в составе «Бруклин Нетс».

### Лос-Анджелес Лейкерс (2024—2025)
29 декабря 2024 года Милтон и Дориан Финни-Смит были обменяны в «Лос-Анджелес Лейкерс» на Максвелла Льюиса, Д'Анджело Рассела и три будущих выбора второго раунда драфта. 30 января 2025 года Милтон провел свой самый результативный матч в составе «Лейкерс», набрав 21 очко (7/8 с игры и 6/6 с трехочковых), 4 передачи и 4 подбора за 28 минут игрового времени, выйдя со скамейки в матче против «Вашингтон Уизардс», завершившемся победой со счетом 134:96. 20 июля 2025 года «Лейкерс» отчислили Милтона.

### Партизан (2025—настоящее время)
24 июля 2025 года Милтон подписал контракт с сербским клубом «Партизан».

## Статистика

### Статистика в НБА
| Сезон                                                                                    | Команда     | Регулярный сезон | Регулярный сезон | Регулярный сезон | Регулярный сезон | Регулярный сезон | Регулярный сезон | Регулярный сезон | Регулярный сезон | Регулярный сезон | Регулярный сезон | Регулярный сезон | Серия плей-офф | Серия плей-офф | Серия плей-офф | Серия плей-офф | Серия плей-офф | Серия плей-офф | Серия плей-офф | Серия плей-офф | Серия плей-офф | Серия плей-офф | Серия плей-офф |
| Сезон                                                                                    | Команда     | GP               | GS               | MPG              | FG%              | 3P%              | FT%              | RPG              | APG              | SPG              | BPG              | PPG              | GP             | GS             | MPG            | FG%            | 3P%            | FT%            | RPG            | APG            | SPG            | BPG            | PPG            |
| ---------------------------------------------------------------------------------------- | ----------- | ---------------- | ---------------- | ---------------- | ---------------- | ---------------- | ---------------- | ---------------- | ---------------- | ---------------- | ---------------- | ---------------- | -------------- | -------------- | -------------- | -------------- | -------------- | -------------- | -------------- | -------------- | -------------- | -------------- | -------------- |
| 2018/19                                                                                  | Филадельфия | 20               | 0                | 13,4             | 39,1             | 31,8             | 71,4             | 1,8              | 0,9              | 0,4              | 0,4              | 4,4              | Не участвовал  | Не участвовал  | Не участвовал  | Не участвовал  | Не участвовал  | Не участвовал  | Не участвовал  | Не участвовал  | Не участвовал  | Не участвовал  | Не участвовал  |
| 2019/20                                                                                  | Филадельфия | 40               | 24               | 20,1             | 48,4             | 43,0             | 78,5             | 2,2              | 2,6              | 0,5              | 0,2              | 9,4              | 4              | 4              | 31,5           | 47,7           | 40,0           | 85,7           | 3,3            | 2,8            | 0,5            | 0,0            | 14,5           |
| 2020/21                                                                                  | Филадельфия | 63               | 4                | 23,2             | 45,0             | 35,0             | 83,0             | 2,3              | 3,1              | 0,6              | 0,3              | 13,0             | 12             | 0              | 10,1           | 31,9           | 42,1           | 93,3           | 0,8            | 0,8            | 0,3            | 0,1            | 4,3            |
| 2021/22                                                                                  | Филадельфия | 55               | 6                | 21,4             | 42,9             | 32,3             | 83,6             | 2,6              | 2,5              | 0,5              | 0,3              | 8,2              | 12             | 0              | 13,2           | 47,4           | 53,3           | 80,0           | 1,6            | 0,9            | 0,5            | 0,3            | 5,0            |
| 2022/23                                                                                  | Филадельфия | 76               | 11               | 20,6             | 47,9             | 37,8             | 85,3             | 2,5              | 3,2              | 0,3              | 0,2              | 8,4              | 6              | 0              | 3,5            | 60,0           | 0,0            | 100,0          | 0,5            | 0,3            | 0,3            | 0,0            | 1,3            |
| 2023/24                                                                                  | Миннесота   | 38               | 0                | 12,9             | 40,0             | 26,4             | 81,8             | 1,3              | 1,3              | 0,4              | 0,1              | 4,7              | Не участвовал  | Не участвовал  | Не участвовал  | Не участвовал  | Не участвовал  | Не участвовал  | Не участвовал  | Не участвовал  | Не участвовал  | Не участвовал  | Не участвовал  |
| 2023/24                                                                                  | Детройт     | 4                | 0                | 15,8             | 42,3             | 33,3             | 66,7             | 4,5              | 1,5              | 0,5              | 0,3              | 6,8              | Не участвовал  | Не участвовал  | Не участвовал  | Не участвовал  | Не участвовал  | Не участвовал  | Не участвовал  | Не участвовал  | Не участвовал  | Не участвовал  | Не участвовал  |
| 2023/24                                                                                  | Нью-Йорк    | 6                | 0                | 4,6              | 44,4             | 50,0             | 100,0            | 1,0              | 0,7              | 0,2              | 0,0              | 1,8              | 4              | 0              | 5,5            | 0,0            | 0,0            | 83,3           | 0,3            | 0,5            | 0,3            | 0,0            | 1,3            |
|                                                                                          | Всего       | 302              | 45               | 19,4             | 45,1             | 35,8             | 82,7             | 2,2              | 2,5              | 0,5              | 0,2              | 8,6              | 38             | 4              | 11,8           | 40,7           | 41,9           | 86,0           | 1,2            | 0,9            | 0,4            | 0,1            | 4,8            |
| Наведите курсор мыши на аббревиатуры в заголовке таблицы, чтобы прочесть их расшифровку. |             |                  |                  |                  |                  |                  |                  |                  |                  |                  |                  |                  |                |                |                |                |                |                |                |                |                |                |                |

### Статистика в Джи-Лиге
| Сезон                                                                                    | Команда           | Регулярный сезон | Регулярный сезон | Регулярный сезон | Регулярный сезон | Регулярный сезон | Регулярный сезон | Регулярный сезон | Регулярный сезон | Регулярный сезон | Регулярный сезон | Регулярный сезон | Серия плей-офф | Серия плей-офф | Серия плей-офф | Серия плей-офф | Серия плей-офф | Серия плей-офф | Серия плей-офф | Серия плей-офф | Серия плей-офф | Серия плей-офф | Серия плей-офф |
| Сезон                                                                                    | Команда           | GP               | GS               | MPG              | FG%              | 3P%              | FT%              | RPG              | APG              | SPG              | BPG              | PPG              | GP             | GS             | MPG            | FG%            | 3P%            | FT%            | RPG            | APG            | SPG            | BPG            | PPG            |
| ---------------------------------------------------------------------------------------- | ----------------- | ---------------- | ---------------- | ---------------- | ---------------- | ---------------- | ---------------- | ---------------- | ---------------- | ---------------- | ---------------- | ---------------- | -------------- | -------------- | -------------- | -------------- | -------------- | -------------- | -------------- | -------------- | -------------- | -------------- | -------------- |
| 2018/19                                                                                  | Делавэр Блю Коатс | 27               | 27               | 34,7             | 48,4             | 36,7             | 80,4             | 4,8              | 5,3              | 1,3              | 0,5              | 24,9             | Не участвовал  | Не участвовал  | Не участвовал  | Не участвовал  | Не участвовал  | Не участвовал  | Не участвовал  | Не участвовал  | Не участвовал  | Не участвовал  | Не участвовал  |
| 2019/20                                                                                  | Делавэр Блю Коатс | 6                | 0                | 24,5             | 46,3             | 45,5             | 77,8             | 4,8              | 3,0              | 0,8              | 0,0              | 21,0             | Не участвовал  | Не участвовал  | Не участвовал  | Не участвовал  | Не участвовал  | Не участвовал  | Не участвовал  | Не участвовал  | Не участвовал  | Не участвовал  | Не участвовал  |
|                                                                                          | Всего             | 33               | 27               | 32,8             | 48,2             | 38,2             | 80,0             | 4,8              | 4,9              | 1,2              | 0,4              | 24,2             | Не участвовал  | Не участвовал  | Не участвовал  | Не участвовал  | Не участвовал  | Не участвовал  | Не участвовал  | Не участвовал  | Не участвовал  | Не участвовал  | Не участвовал  |
| Наведите курсор мыши на аббревиатуры в заголовке таблицы, чтобы прочесть их расшифровку. |                   |                  |                  |                  |                  |                  |                  |                  |                  |                  |                  |                  |                |                |                |                |                |                |                |                |                |                |                |

### Статистика в NCAA
| Сезон | Команда | Conf  | Class | GP | GS | MPG  | FG%  | 3P%  | FT%  | RPG | APG | SPG | BPG | PPG  |
| --- | ------- | ----- | ----- | -- | -- | ---- | ---- | ---- | ---- | --- | --- | --- | --- | ---- |
| 2015/16 | СМУ     | AAC   | FR    | 30 | 23 | 32,7 | 47,7 | 42,6 | 72,5 | 3,0 | 2,7 | 0,8 | 0,3 | 10,5 |
| 2016/17 | СМУ     | AAC   | SO    | 35 | 35 | 35,4 | 43,7 | 42,3 | 75,8 | 4,1 | 4,5 | 1,3 | 0,3 | 13,0 |
| 2017/18 | СМУ     | AAC   | JR    | 22 | 22 | 36,4 | 44,9 | 43,4 | 84,7 | 4,7 | 4,4 | 1,4 | 0,6 | 18,0 |
| Всего | Всего   | Всего | Всего | 87 | 80 | 34,7 | 45,2 | 42,7 | 79,1 | 3,9 | 3,9 | 1,1 | 0,4 | 13,4 |
| Наведите курсор мыши на аббревиатуры в заголовке таблицы, чтобы прочесть их расшифровку Статистика приведена с сайта sports-reference.com |         |       |       |    |    |      |      |      |      |     |     |     |     |      |

## Личная жизнь
Милтон — сын Мириона Милтона, который играл в баскетбол за команды Oklahoma Wesleyan Eagles и Texas A&M Aggies. Его прозвище «Шейк» происходит от прозвища его отца «Молоко». Его также прозвали «Снайпер Шейк». Милтон был первокурсником в Owasso High School, когда его отец умер.